# Roth-Szamosközi Mária
Roth-Szamosközi Mária (Arad, 1954. június 20. –) erdélyi magyar pszichológus, Roth Endre leánya.

## Életútja
Középiskolát Kolozsvárt végzett (1972), a Babeș-Bolyai Egyetemen pszichológia szakos oklevelet szerzett (1977). Tanári pályáját a marosvásárhelyi Kisegítő Iskolában kezdte, 1983-tól a kolozsvári Csecsemőotthon pszichológusa. 
Kutatási területe a gyermeklélektan. Vizsgálta a családon belüli kapcsolatok hatását a nevelésre s a beszédtanulás lélektani összefüggéseit. Eredményeit román nyelvű szakfolyóiratokban (Revista de Pedagogie, Revista de Psihologie, Viața Medicală, Revista de Ostetrică și Ginecologie) tette közzé. Magyar nyelven a Korunkban jelent meg tanulmánya a házastársak lélektani összeférhetőségéről (1979/3) és egy kisegítő tanár lélektani tapasztalatairól (1982/9), A kisgyermek és a közösség címmel az 1986–87-es Korunk Évkönyvben értekezik. A Családi Tükör munkatársa volt. Tanulmányait nemzetközi szaklapok is publikálták. A Babeș–Bolyai Tudományegyetem Szociológiai Karán a Szociális Munkásképző Tanszék vezetője.

## Művei
- Válassz okosan... : Készségfejlesztő program az agresszivitás csökkentésére; többekkel; Scientia, Kolozsvár, 2004 (Sapientia könyvek)
- Bevezetés a fejlődéslélektanba; Presa Universitara Clujeana, Kolozsvár, 2003